# Langer Marsch 9

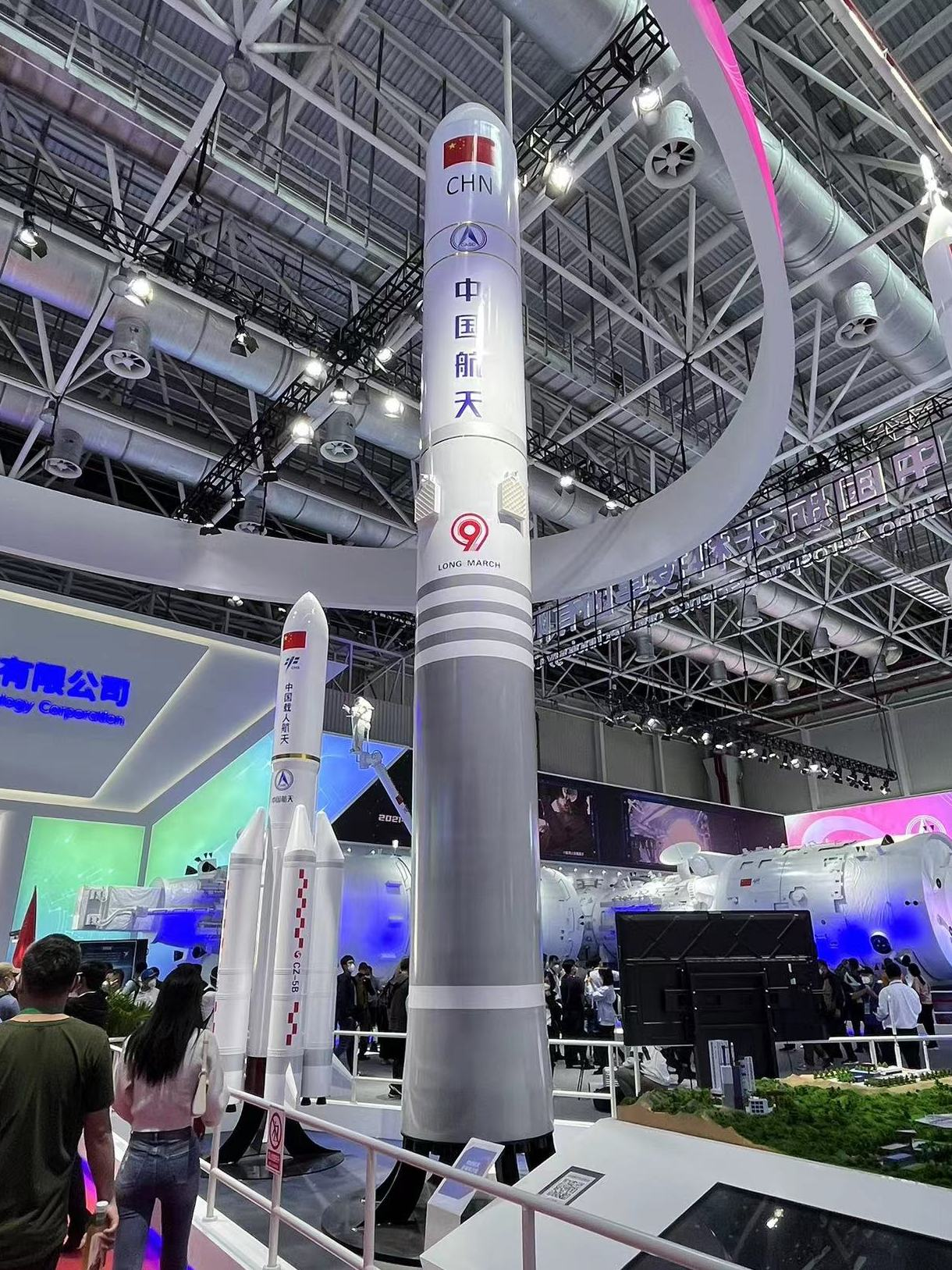
Langer Marsch 9 (2022)

Langer Marsch 9, kurz LM-9 (chinesisch 長征九號 / 长征九号, Pinyin Chángzhēng Jiǔhào, kurz CZ-9), ist eine bei der China Aerospace Science and Technology Corporation in Entwicklung befindliche Serie von superschweren Trägerraketen der Volksrepublik China. Die dreistufige Grundversion der Rakete soll primär dazu dienen, ab 2035 bis zu 50 t schwere Komponenten für die Internationale Mondforschungsstation ins All zu befördern
und bei der Erkundung des äußeren Sonnensystems eingesetzt werden.
Wegen ihres großen Durchmessers kann die Rakete nicht mit der Eisenbahn transportiert werden und muss vom Kosmodrom Wenchang auf der Insel Hainan starten.

## Geschichte

### Rakete mit Boostern
Im Zusammenhang mit dem am 24. Januar 2004 gestarteten Mondprogramm der Volksrepublik China wurden bei der staatlichen China Aerospace Science and Technology Corporation (CASC), dem Hauptauftragnehmer in der chinesischen Raumfahrt, ab 2010 die ersten Konzepte und Machbarkeitsstudien für eine superschwere Trägerrakete erstellt. In den folgenden fünf Jahren kristallisierten sich aus den anfänglich mehreren dutzend Entwürfen drei Varianten mit jeweils zwischen 3000 und 4000 Tonnen Startgewicht heraus:
- Eine dreistufige Rakete mit 10 m Durchmesser und vier Boostern von jeweils 3,35 m Durchmesser. Die 1. Stufe sollte vier mit Flüssigsauerstoff und Raketenkerosin arbeitende Triebwerke mit je 4800 kN Schubkraft besitzen, die Booster jeweils ein solches Triebwerk. Die 2. Stufe sollte zwei mit Flüssigsauerstoff und flüssigem Wasserstoff arbeitende Triebwerke mit je 2000 kN Schubkraft besitzen, die 3. Stufe zwei Sauerstoff/Wasserstoff-Triebwerke mit je 720 kN Schubkraft. Die Rakete wäre 100 m lang gewesen und hätte 100 t in eine erdnahe Umlaufbahn sowie 35 t in einen Transferorbit zum Mond transportieren können.
- Eine zweistufige Rakete mit 9 m Durchmesser und vier Feststoffboostern von jeweils 3,5 m Durchmesser. Die Booster sollten in fünf hintereinander angeordnete Abschnitte unterteilt sein, deren Treibstofffüllung nacheinander abbrannte und einen Schub in der Größenordnung von etwa 10.000 kN erzeugen sollte. Die 1. Stufe dieser insgesamt 101 m langen Rakete wäre mit fünf Sauerstoff/Wasserstoff-Triebwerken von jeweils 2000 kN Schubkraft ausgestattet gewesen, die 2. Stufe mit einem Sauerstoff/Wasserstoff-Triebwerke von 2000 kN.
- Eine zweistufige Rakete mit 9 m Durchmesser und vier Flüssigtreibstoffboostern von jeweils 3,35 m Durchmesser. Die 1. Stufe dieser 98 m langen Rakete  sollte vier Sauerstoff/Kerosin-Triebwerke mit je 6500 kN Schubkraft besitzen, die Booster jeweils ein solches Triebwerk. Die 2. Stufe sollte zwei Sauerstoff/Wasserstoff-Triebwerke von je 2000 kN Schubkraft besitzen.

Im Vergleich der zweistufigen Varianten mit Feststoff- und Flüssigtreibstoffboostern konnte sich die Feststoffversion nicht durchsetzen. Wenn ein Feststofftriebwerk einmal gezündet ist, ist es nicht mehr regelbar – es läuft, bis der Treibstoff verbraucht ist. China hatte damals noch keine Erfahrung mit seitlich angebrachten Feststoffboostern; diese in der für die CZ-9 benötigten Größe so zu konstruieren, dass alle vier exakt zum gleichen Zeitpunkt das Ende ihrer Brenndauer erreichen, ist schwierig und hätte hohe Anforderungen an die Lageregelung der Kernstufe nach sich gezogen.
Ein weiteres Problem war der Startschub, und damit die maximal mögliche Nutzlast. Die ursprünglich angedachte Version der dreistufigen Rakete besaß nur einen Startschub von 38.400 kN und konnte damit 35 t auf den Weg zum Mond bringen. Die für den Dritten Großen Schritt des Mondprogramms der Volksrepublik China vorgesehene Stationierung einer ständigen Besatzung auf dem Mond erforderte jedoch den Transport von Wohnmodulen etc. in der Größenordnung von 50 t (zum Vergleich: die Module der Chinesischen Raumstation wiegen knapp 25 t). Dies war auch mit der stärksten der ursprünglichen Varianten, der zweistufigen Rakete mit Flüssigtreibstoffboostern, die einen Startschub von 52.000 kN besaß, nicht machbar. Daher entschied man sich 2015, als die Phase der vertieften Ausarbeitung begann, für eine vierte Variante:
- Eine gut 4000 t schwere, dreistufige Rakete mit 9,5 m Durchmesser und vier Flüssigtreibstoffboostern von jeweils 5 m Durchmesser. Die 1. Stufe sollte vier mit Flüssigsauerstoff und Raketenkerosin arbeitende Triebwerke mit je 4800 kN Schubkraft besitzen, die Booster jeweils zwei solche Triebwerke, was einen gesamten Startschub von 57.600 kN auf Meereshöhe ergab. Die 2. Stufe sollte zwei mit Flüssigsauerstoff und flüssigem Wasserstoff arbeitende Triebwerke mit je 2200 kN Vakuumschub besitzen, die 3. Stufe vier Sauerstoff/Wasserstoff-Triebwerke mit je 250 kN Vakuumschub. Die Rakete wäre 93 m lang gewesen und hätte die erforderlichen 50 t in einen Transferorbit zum Mond transportieren können.

Als 2016, mit dem Beginn des 13. Fünfjahresplans, bei der Chinesischen Akademie für Trägerraketentechnologie und der Akademie für Flüssigkeitsraketentriebwerkstechnik, beides Unternehmensbereiche von CASC, die Entwicklung von Schlüsseltechnologien für das Projekt offiziell gestartet wurde, wurde diese Variante übernommen. Nur die Gesamtlänge der Rakete inklusive Nutzlastverkleidung erhöhte sich von 93 m auf 103 m, während alle anderen Parameter der Rakete – Durchmesser, Startgewicht, Startschub, maximale Nutzlast – gleich blieben. Nachdem man bei der Herstellung von Zwischenringen mit 9,5 m Durchmesser für die tragende Struktur der Rakete, Segmenten für Tanks in derselben Größenordnung sowie bei den Triebwerken gute Fortschritte machte,
beschloss der Staatsrat der Volksrepublik China Anfang 2021 endgültig, die Rakete zu bauen.
Die Finanzierung des Projekts erfolgt seit 2016 aus dem Fonds für Nationale wissenschaftlich-technische Großprojekte. Bis zum 31. Dezember 2020 waren 1,5 Milliarden Yuan ausgegeben (von der Kaufkraft her etwa 1,5 Milliarden Euro). Die gesamten Entwicklungskosten bis zur Indienststellung der Grundversion der Rakete wurden Anfang 2021 auf 100 Milliarden Yuan geschätzt. Zum Vergleich: Entwicklung und Bau der Chinesischen Raumstation mit drei Modulen kostete 30 Milliarden Yuan.

### Rakete ohne Booster
Im Juli 2021 wurden ein Tankboden von 9,5 m Durchmesser sowie ein Prototyp des YF-90-Triebwerks für die zweite Stufe fertiggestellt.
Im Laufe des Jahres 2022 wurde das Konzept der Rakete jedoch grundlegend geändert. Während sich bei der ursprünglichen Version der Durchmesser der Rakete auf halber Höhe der zweiten Stufe von 9,5 m auf 7,5 m verengte, besitzt die aktuelle Version bei einer etwas größeren Höhe von 114 m einen durchgehenden Durchmesser von 10,6 m, was es ermöglicht, nicht nur schwere, sondern auch voluminöse Raumflugkörper, Wohnmodule etc. ins All zu befördern. Für eine Verkleinerung des – auf dem offenen Meer liegenden – Absturzgebiets der ersten Stufe wurde diese mit vier schwenkbaren Gitterflossen versehen, wie sie seit 2019 bereits bei Raketen vom Typ Langer Marsch 2 und Langer Marsch 4 im Einsatz sind. Bei jenen Raketen konnte auf diese Art das erwartete Absturzgebiet um 85 % reduziert werden, die geplante Einschlagstelle wird mit einer Genauigkeit von einigen Kilometern getroffen.
Obwohl bei der neuen, nun 4400 t schweren Version auf Booster verzichtet wird, erreicht man einen etwas größeren Startschub von 61.000 kN. Die Nutzlast bleibt gleich: 150 t in eine erdnahe Umlaufbahn, 50 t zum Mond. Bei dem neuen Ansatz wählte man einen ähnlichen Weg wie bei der schweren Trägerrakete Langer Marsch 5 – es gibt zwei Versionen. Zunächst wird eine dreistufige Grundversion (基本型) gebaut, die 50 t zum Mond und in die Tiefen des Weltalls bringen kann. Die ersten beiden Testflüge dieser Version sind für etwa 2033 geplant. Später soll auf der Basis der Langstreckenversion analog zur Changzheng 5B eine zweistufige Schwerlastversion, ebenfalls ohne Booster, entwickelt werden, die 150 t in erdnahe Umlaufbahnen bringen kann.
Diese Version besaß 2023 noch keinen Namen, war also noch nicht offiziell genehmigt.
Die prinzipiellen Komponenten sind die gleichen wie bei der ursprünglichen Rakete mit Boostern, nur etwas größer: für die Tanks mussten massive Übergangsringe von 10 m Durchmesser hergestellt werden, aus jeweils 12 vorgebogenen Segmenten mussten ebenso große Tankböden geschweißt werden. Bei den hierfür nötigen Materialien und der handwerklichen Verarbeitung wurde die Akademie für Trägerraketentechnologie von mehr als 20 Firmen unterstützt. Ende Februar 2023 war der erste Prototyp eines Tanks für die Changzheng 9 fertiggestellt.

## Vergleich mit anderen Schwerlastraketen
Die folgenden Superschwerlast-Trägerraketen sind derzeit im Einsatz oder in Entwicklung. Eine historische Übersicht gibt die Liste der höchsten Trägerraketennutzlasten.
| Rakete       | Hersteller  | Stufen | Seitenbooster | max. Nutzlast     | max. Nutzlast      | wiederverwendbar                              | bemannte Missionen | orbitaler Erstflug             |
| Rakete       | Hersteller  | Stufen | Seitenbooster | LEO               | GTO                | wiederverwendbar                              | bemannte Missionen | orbitaler Erstflug             |
| ------------ | ----------- | ------ | ------------- | ----------------- | ------------------ | --------------------------------------------- | ------------------ | ------------------------------ |
| Starship     | SpaceX      | 2      | –             | > 250 t > 120 t 1 | > 21 t (> 100 t 2) | vollständig                                   | geplant            | Starlink v3, 2025 (angestrebt) |
| CZ-9         | CALT        | 2–3    | –             | > 150 t > 100 t 1 | > 50 t > 35 t 1    | Erststufe                                     | nicht geplant      | ca. 2033 (angestrebt)          |
| SLS Block 1B | Boeing      | 2      | 2             | > 105 t           | > 42 t             | nein                                          | geplant            | Artemis 4, 2028 (geplant)      |
| SLS Block 1  | Boeing      | 2      | 2             | > 095 t           | > 27 t             | nein                                          | geplant            | Artemis 1, 2022                |
| CZ-10        | CASC        | 3      | 2             | > 070 t           | > 25 t             | nein                                          | geplant            | 2027 (geplant)                 |
| Falcon Heavy | SpaceX      | 2      | 2             | > 064 t > 030 t 1 | > 27 t             | Erststufe, Seitenbooster, Nutzlastverkleidung | nicht geplant      | FH Demo, 2018                  |
| New Glenn    | Blue Origin | 2      | –             | > 045 t 1         | > 13 t 1           | Erststufe                                     | geplant            | 2025                           |